# Digitalpiano

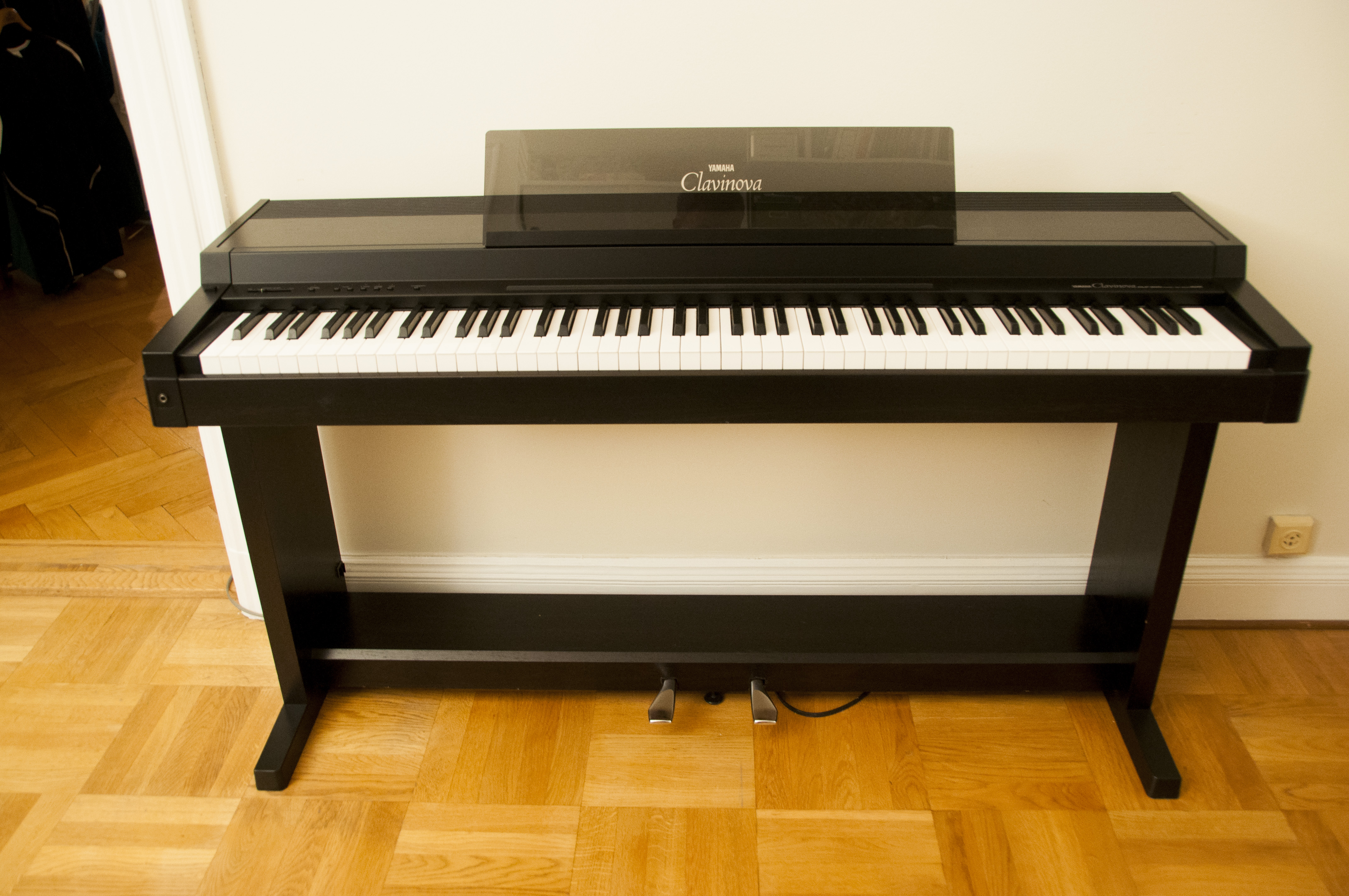
Digitalpiano från Yamaha

Ett digitalpiano är ett helelektroniskt musikinstrument (keyboard, klaverinstrument), som inträdde på marknaden på 1980-talet. Ett digitalpiano kan efterlikna ett akustiskt piano så väl att det kan vara svårt att höra skillnad. Genom samplingssyntes, det vill säga digitalt inspelade vågformer vid olika anslag och tonhöjd, emulerar instrumentets olika pianoklanger, men kan även återge andra samplade instrument.
Instrumentet har fullstort pianotangentbord, det vill säga minst 88 tangenter. Tangenterna är anslagskänsliga och blyvägda, vilket ger dem en tröghet som liknar mekaniken i ett akustiskt piano, och möjliggör liknande spelteknik.   
Digitalpianon ska inte sammanblandas med elpianon, som är äldre elektromekaniska instrument med klang som har likheter med elgitarr och vibrafon snarare än akustiskt piano. Emellertid kan digitalpianon återge samplade elpianoklanger. Digitalpianon ska inte heller sammanblandas med synthesizers som möjliggör att musiker kan skapa nya konstgjorda elpianoliknande klanger. Ett berömt exempel på sådana elpianoklanger skapades i den digitala DX7-synthen av Yamaha vid mitten av 1980-talet, med hjälp av FM-syntes. Dess elpianoljud hade ofta en klockliknande karaktär. Dagens digitalpianon kan återge samplingar av sådana syntetiskt framställda elpianoliknande klanger.
Förutom akustiskt piano, elpiano och syntetiska elpianoljud brukar digitalpianon kunna återge elorgel, kyrkorgel, stråkmaskin, cembalo, akustisk gitarr, elbas, vibrafon, med flera instrument. Det är inte helt ovanligt att man kan kombinera två ljuduppsättningar för att skapa ljudet av exempelvis piano och stråkar samtidigt, från samma tangent, eller av en klang (till exempel elbas) från tangenter nedanför en splitpunkt och en annan klang (till exempel elpiano) ovanför en splitpunkt. 
Vissa digitalpianon är utformade som en möbel, medan andra är portabla och avsedda att användas på en scen på ett keyboardstativ. Vanligen har digitalpianon inbyggda högtalare som klarar att fylla en mindre lokal. En ingång på baksidan möjliggör att ljud från andra ljudkällor kan återges i högtalaren. 
Idag har digitalpianon vanligen liknande funktioner som ett hemmakeyboard, exempelvis trummaskin och sequencer för att spela in melodislingor och lagra dessa i minnesbanker för att sedan vid återuppspelning få möjlighet att spela till ett eget ackompanjemang. Pitchbender och modulationshjul, som normalt återfinnes på andra keyboards, finns inte alltid på digitalpianon. 

## Exempel på företag som tillverkar digitalpianon
- Roland
- Yamaha
- Clavia
- Kawai
- Casio